# Теорія статистики
Теорія статистики є основою для численного діапазону методів, що займаються вивченням будови та аналізу поданої інформації, які використовує практична статистика. Теорія статистики містить у собі проблеми підходів до статистичних рішень та статистичних висновків, також дії та висновки, що задовольняють основним принципам, встановленим для цих підходів. У межах вибраного підходу теорія статистики надає способи порівнювання статистичних процедур, з метою обрання найкращої у випадку конкретної статистичної проблеми. Також статистична теорія надає рекомендації щодо вибору методу з рівнозначних процедур.
Окрім філософських міркувань про те, як робити статистичні висновки та рішення, вагома частина відомостей із теорії статистики складається з математичної статистики, а також є тісно пов'язаною з теорією ймовірності, теорією корисності на оптимізації.

## Використання
Теорія статистики надає логічне пояснення та забезпечує надійну основу для вибору методології, що використовується у прикладній статистиці.

### Моделювання
Статистичні моделі описують джерела інформації, та можуть мати різну будову, залежно від джерела формування та проблеми, що вивчається в конкретному випадку. Такими  проблемами можуть бути:
- Вибірка зі скінченної сукупності
- Вимір похибок спостереження та процедур вдосконалення результату
- Вивчення статистичних зв'язків

Зазначені вище статистичні моделі можуть бути перевірені, щоб побачити, чи пропонують вони корисні висновки для нових наборів даних. Перевірка гіпотези за допомогою інформації, що вже була використана для визначення моделі є помилковою, згідно з природним законом Бекона та науковим методом Пірса.[джерело?]

### Збір даних
Теорія статистики подає інструкції с порівнянь методів збору даних, де проблема полягає в створенні інформативних даних, використовуючи оптимізований та випадковий підходи, у той же час вимірюючи та контролюючи похибки спостереження. Оптимізація збору даних знижує їх вартість, в той час як рандомізація дозволяє отримати достовірні висновки. Теорія статистики надає основу для гарного збору даних та структурування таких досліджень за темами:
- Побудова експериментів з метою визначення ефективності опрацювання, для тестування гіпотез та оптимізації відповідей.[7][9][10]
- Випадкове обстеження з метою характеризування населення.[11][12][13]

### Узагальнення даних
Завдання, що полягає в узагальненні статистичних даних у загальноприйнятих формах (також відоме як описова статистика) розглядається в теоретичній статистиці як проблема визначення того, що потрібно, щоб описати аспекти статистичних вибірок, а також наскільки добре вони можуть бути описані зі зазвичай обмеженою вибіркою даних. Таким чином, проблеми теоретична статистика містить у собі наступне:
- Опис зведених статистичних даних для опису вибірки;
- Узагальнення ймовірності розподілу даних вибірки, обмежуючи припущення про форму розподілу, що зустрілася;
- Підсумування співвідношення між різними величинами, що були виміряні на однакових питаннях вибірки.

### Інтерпретування даних
Окрім філософських аспектів, що лежать в основі статистичних припущень, теорія статистики ставить перед собою завдання розглянути типи питань, які необхідні спеціалістам, що вивчають аналітичні методи обробки даних. Деякими з яких є:
- Узагальнення сукупності;
- Узагальнення співвідношення між змінними, використовуючи певний тип регресійного аналізу;
- Прогнозування результату випадкової величини, обумовленого іншими спорідненими даними;
- Розглядання можливості зменшення кількості змінних, що розглядаються в межах конкретного завдання (Завдання скорочення розміру).

Для статистичної процедури, вказаної в протоколі дослідження, статистична теорія надає цілком визначені значення ймовірності щодо методу, стосовно всіх даних, які могли з'явитися під час рандомізованого підходу їх отримання. Це забезпечує об'єктивний спосіб оцінювання параметрів, оцінювання інтервалів впевненості, перевірка гіпотез, і вибір найкращої. Навіть для даних спостережень, статистична теорія дає спосіб обчислення значення, яке може використовуватися для інтерпретації вибірку даних із сукупності. Вона може слугувати засобом визначення того, наскільки добре значення визначене вибіркою. Таким чином, засоби, що кажуть про відповідних значень, отримані з різних сукупностей, є настільки різними, наскільки можуть такими здатися, однак достовірність висновків з апостеріорних даних спостережень часто гірше, ніж з планованого рандомізованому покоління даних.

### Прикладні статистичні висновки
Статистична теорія дає основу для цілого ряду аналітичних даних методів, які є загальними для всіх наукових і соціальних досліджень. Інтерпретація даних є важливим завданням статистичного дослідження. Ось деякі з них:
- Оцінка параметрів;
- Перевірка статистичних гіпотез;
- Подання діапазон значень замість точкової оцінки;
- Регресійний аналіз.

Багато із стандартних методів для виконання цих завдань спираються на деякі статистичні припущення (зроблені при виведенні методології), що насправді проводяться на практиці.  Статистична теорія вивчає наслідки відступу від цих припущень. Крім того, вона надає ряд надійних статистичних методів, які в меншій мірі залежать значення припущень, і забезпечує методами перевірки того, чи правильно піддавати конкретні припущення для певного набору даних.

## Для подальшого читання
- Peirce, C. S.
  - (1876), "Note on the Theory of the Economy of Research" in Coast Survey Report, pp. 197–201 (Appendix No. 14), NOAA PDF Eprint [Архівовано 2 березня 2017 у Wayback Machine.]. Reprinted 1958 in Collected Papers of Charles Sanders Peirce 7, paragraphs 139–157 and in 1967 in Operations Research [Архівовано 26 липня 2011 у Wayback Machine.] 15 (4): pp. 643–648, Abstract from JSTOR [Архівовано 15 січня 2017 у Wayback Machine.].
  - (1967) Peirce, C. S. (1967). Note on the Theory of the Economy of Research. Operations Research. 15 (4): 643. doi:10.1287/opre.15.4.643.
  - (1877–1878), "Illustrations of the Logic of Science"
  - (1883), "A Theory of Probable Inference"
  - and Jastrow, Joseph (1885), "On Small Differences in Sensation" in Memoirs of the National Academy of Sciences 3: pp. 73–83. Eprint [Архівовано 9 червня 2019 у Wayback Machine.].
- Bickel, Peter J.; Doksum, Kjell A. (2001). Mathematical Statistics: Basic and Selected Topics. Т. I (вид. Second (updated printing 2007)). Pearson Prentice-Hall. ISBN 0-13-850363-X.
- Davison, A.C. (2003) Statistical Models. Cambridge University Press. ISBN 0-521-77339-3
- Lehmann, Erich[en] (1983). Theory of Point Estimation. {{cite book}}: Перевірте значення |last= (довідка)
- Liese, Friedrich; Miescke, Klaus-J. (2008). Statistical Decision Theory: Estimation, Testing, and Selection. Springer. ISBN 0-387-73193-8.